# Diplectrona furcata
Diplectrona furcata är en nattsländeart som beskrevs av Hwang 1958. Diplectrona furcata ingår i släktet Diplectrona och familjen ryssjenattsländor. Inga underarter finns listade i Catalogue of Life.